# Курортне (Білогірський район)
Куро́ртне (до 1948 року — Фрідента́ль, також — Хан-Току́з, крим. Han Toquz) — село в Україні, у Білогірському районі Автономної Республіки Крим. Підпорядковане Ароматнівській сільській раді.

## Опис
Відстань від райцентру до населеного пункта становить 20 кілометрів по прямій.
За даними сільради на 2009 рік, село займало площу 85 гектарів, на якій у 188 дворах проживало 428 осіб.

## Історія
В останній період Кримського ханства до Зуїнського кадилика Карасубазарського каймаканства входило село Бій-Елі, перша документальна згадка села зустрічається в Камеральному Описі Криму… 1784 року.
В 1806 році тут з'явилася німецька колонія з 29 сімей вихідців з Вюртемберга і Швейцарії, яким уряд виділив 729 десятин землі. Жителі нової колонії Фріденталь, яких до 1816 року було 143 особи, займалися в основному виноградарством і виноробством.
У «Списку населених місць Таврійської губернії за даними 1864 року», складеному за результатами VIII ревізії 1864 року, Фріденталь (або Кантакузова, викривлене Хан-Токуз) — володарське село німецьких колоністів з 28 дворами, 418 жителями та лютеранською церквою при струмку.
За «Статистичним довідником Таврійської губернії. Ч.II-я. Статистичний нарис, випуск шостий Сімферопольський повіт, 1915 рік», у селі Кантакузи (Фріденталь) Зуйської волості Сімферопольського повіту було 42 двори з німецьким населенням у кількості 234 чоловік приписних жителів та 43 — «сторонніх», з яких 122 чоловіки та 155 жінок. Мешканці володіли 796 десятинами зручної землі. У господарствах було 134 коні, 30 волів, 137 корів і 165 голів дрібної худоби.
Згідно зі «Списком населених пунктів Кримської АРСР» по Всесоюзному перепису 17 грудня 1926 року, в селі Фріденталь (Кантакузи), Нейзацької сільради Сімферопольського району був 81 двір, з нього 75 селянських, населення становило 369 осіб, з них 360 німців, 36 росіян, 6 кримських татар, 1 українець, 1 грек, 1 вірменин, 1 болгарин, 3 записані у графі «інші», діяла німецька школа.
18 серпня 1941 року з села були депортовані німці, спочатку до Ставропольського краю Росії, а потім до Сибіру і північного Казахстану, 18 травня 1944 року були депортовані кримські татари.
18 травня 1948 року Указом Президії Верховної Ради РРФСР Фріденталь перейменували на Курортне.